# Vantage Point
Vantage Point es una película de suspenso político y acción estadounidense de 2008, dirigida por Pete Travis, y escrita por Barry L. Levy. Está protagonizada por Dennis Quaid, Matthew Fox, Forest Whitaker, William Hurt y Sigourney Weaver.

## Argumento
El presidente estadounidense, Henry Ashton asiste a una cumbre política en Salamanca, España, para promover un tratado internacional. Se muestra con seis puntos de vista diferentes, un intento de asesinato contra el presidente se produce y los acontecimientos ocurren en un lapso de 23 minutos. Cada vez que se desarrollan los acontecimientos desde el principio, un nuevo punto de vista se muestra revelando detalles adicionales, que en última instancia se completa la historia de lo que realmente ocurrió durante el incidente. 
Desde el primer punto de vista, la productora de GNN Rex Brooks (Weaver), dirige a varios empleados de los medios de un estudio de televisión móvil cuando el presidente llega a la reunión. El alcalde De Soto (Rodríguez) ofrece un breve discurso y luego deja pasar al presidente, entonces se efectúan 2 disparos desde un balcón hacia el presidente mientras saludaba a la multitud desde el podio, seguido de una explosión fuera de la plaza. Momentos después, en el podio se efectúa una explosión secundaria, matando e hiriendo a numerosas personas. A medida que el humo se disipa, la reportera de GNN, Angie Jones, se ve muerta en los escombros. 
El segundo punto de vista sigue a los agentes del Servicio Secreto Thomas Barnes y Kent Taylor. Barnes nota un aleteo de cortina en la ventana de un edificio cercano que supuestamente fue desalojada. También observa al turista estadounidense Howard Lewis, quien ve el rodaje de las noticias. Después de que se disparó contra el presidente, Barnes detiene a un hombre corriendo hacia el podio, llamado Enrique. A continuación, es Taylor quien persigue al supuesto asesino. Tras una segunda explosión, Barnes entra en el estudio de producción GNN y pregunta a los directivos si puede ver las imágenes grabadas. Seguidamente, llama a Taylor, al que informa de la dirección de la ruta de escape del presunto asesino. Barnes entonces ve una imagen en una de las transmisiones en vivo de la cámara, que lo sobresalta. 
En el tercer punto de vista, Enrique, un oficial de policía español asignado a proteger al alcalde de Salamanca, ve a su novia Verónica siendo abrazada por un extraño y les oye hablar de una reunión debajo de un puente. Cuando se enfrenta a ella, Verónica le asegura a Enrique su amor por él, mientras se entrega una bolsa. Cuando se dispara al presidente, Enrique se precipita al escenario para proteger el alcalde, pero es abordado por Barnes. Durante su detención, es testigo de Verónica tirando la bolsa que le dieron en el marco del podio, y que produce la segunda explosión. Enrique se escapa y los mismos agentes, que previamente lo habían detenido, empiezan a perseguirlo mientras disparan en su dirección para someterlo. Llegando al paso elevado, Enrique se enfrenta a un individuo a quien le pregunta si se sorprende al verlo aún con vida.
El cuarto punto de vista gira en torno a Howard Lewis, visitante americano que está hablando con un hombre llamado Sam, mientras que una niña llamada Ana tropieza con él y se le cae el helado que comía. Más tarde, Lewis Barnes observa extrañado el movimiento de una cortina en la ventana de un edificio cercano, y captura las imágenes con su cámara de vídeo. Después de la segunda explosión en el podio, Lewis persigue a Enrique y a los agentes del servicio secreto, que a su vez persiguen al español. En el paso elevado, Lewis ve a la pareja de agentes disparando en la dirección de Enrique, que saludaba a un individuo con uniforme de policía que esperaba bajo el paso elevado. Gravemente herido, Enrique cae al suelo. Lewis ve también a Ana, que se había separado de su madre, tratando de cruzar una avenida muy transitada. Aparece una ambulancia a gran velocidad y a punto de golpear a Ana, pero Lewis corre a salvarla. 
El quinto punto de vista comienza con el presidente Ashton, que ha sido informado de una amenaza creíble de asesinato, ha regresado a la habitación de hotel con sus ayudantes, mientras que su doble lo sustituye en la reunión en la plaza. El presidente habla con su personal acerca de la razón por la trama de los terroristas, la venganza de los EE. UU.  y el regreso de Barnes al servicio activo, dando la orden para la venganza a proceder. La primera explosión se produce justo fuera del hotel. Segundos después, un asaltante enmascarado vuela la puerta de la habitación con explosivos, mata a sus asesores y luego procede a secuestrar a Ashton. 
Para el sexto punto de vista, un terrorista marroquí llamado Suárez, previamente visto como Sam, dispara al doble del presidente Ashton (por control remoto) con un arma colocada en una ventana adyacente a otra en la que el aleteo de la cortina había llamado la atención de Barnes. El rifle es recuperado por Taylor, quien es descubierto por Barnes al verlo -en una de las transmisiones en vivo de GNN- salir del edificio llevando uniforme de la policía española (pese a que le había dicho a Barnes a través del teléfono que está en la búsqueda del asesino). Barnes se da cuenta entonces de que Taylor es parte de la trama terrorista. A su vez, Enrique había visto a Verónica abrazando a quien luego se revela como un francotirador cuyo hermano está retenido como rehén (para garantizar la cooperación de Javier con los terroristas). Se produce una primera explosión, en el hotel, mediante un dispositivo detonado por un atacante suicida disfrazado de botón, que había entregado previamente una clave a Javier de una de las habitaciones del hotel donde Suárez tenía armas escondidas. Dentro del hotel, Javier mata a los guardias y ayudantes  y secuestra al presidente. Ashton sube después a una ambulancia, en la que  Suárez y Verónica viajan disfrazados de médicos. Javier se une a Taylor en un coche de policía y parte en dirección a una cita prevista en el paso elevado. Barnes se apodera de un coche y persigue a Taylor y Javier, pero colisiona contra un camión, lo que permite que el dúo se escape. En el paso elevado, Enrique, que no había muerto en la explosión en el podio como se aparentaba, se enfrenta a Javier y Taylor. Javier, enfurecido, dispara a Enrique, creyendo erróneamente que era conocedor del paradero de su hermano secuestrado. Luego, persigue al coche de policía donde se encuentra Taylor. Cuando lo alcanza, Taylor le revela a Javier que su hermano había sido asesinado por Suárez y a continuación, Taylor le dispara a Javier y lo mata. Enrique muere de sus heridas al mismo tiempo que Barnes llega a pie a la escena y dispara varias veces a Taylor, quien intentaba huir. Después de chocar con su coche, Taylor, críticamente herido, se arrastra hacia Barnes y éste le ordena revelar dónde se encuentra el presidente, pero Taylor muere. Mientras tanto, Ashton recupera la conciencia en la ambulancia y ataca a Verónica; ella y Suárez tratan de someterlo pero Suárez se desvía causando que la ambulancia vuelque, al mismo tiempo que Lewis salva a Ana de ser atropellada por la ambulancia. Barnes se acerca a la ambulancia donde ve que Verónica había muerto por el vuelco de ésta. Suárez recupera la conciencia y trata de disparar a Barnes, pero este último lo ejecuta a tiempo y rescata al presidente.
La película termina con un reportero de GNN dando las noticias sobre lo ocurrido anteriormente.

## Reparto
- Dennis Quaid como Agente Thomas Barnes
- William Hurt como Presidente Ashton
- Matthew Fox como Agente Kent Taylor
- Forest Whitaker como Howard Lewis
- Sigourney Weaver como Rex Brooks
- Édgar Ramírez como Javier
- Eduardo Noriega como Enrique
- Ayelet Zurer como Veronica
- Richard T. Jones como Agente Holden
- Bruce McGill como Phil McCullough
- Saïd Taghmaoui como Sam/Suárez
- Zoe Saldaña como Angie Jones
- Holt McCallany como Agente Ron Matthews
- Leonardo Nam como Kevin Cross
- James LeGros como Ted Heinkin
- Shelby Fenner como Grace Riggs
- Guillermo Iván como Felipe
- Dolores Heredia como María
- Alicia Jaziz como Anna
- Xavier Massimi como Miguel
- José Carlos Rodríguez como el alcalde
- Linet de la Peña como protestante

## Producción

### Rodaje

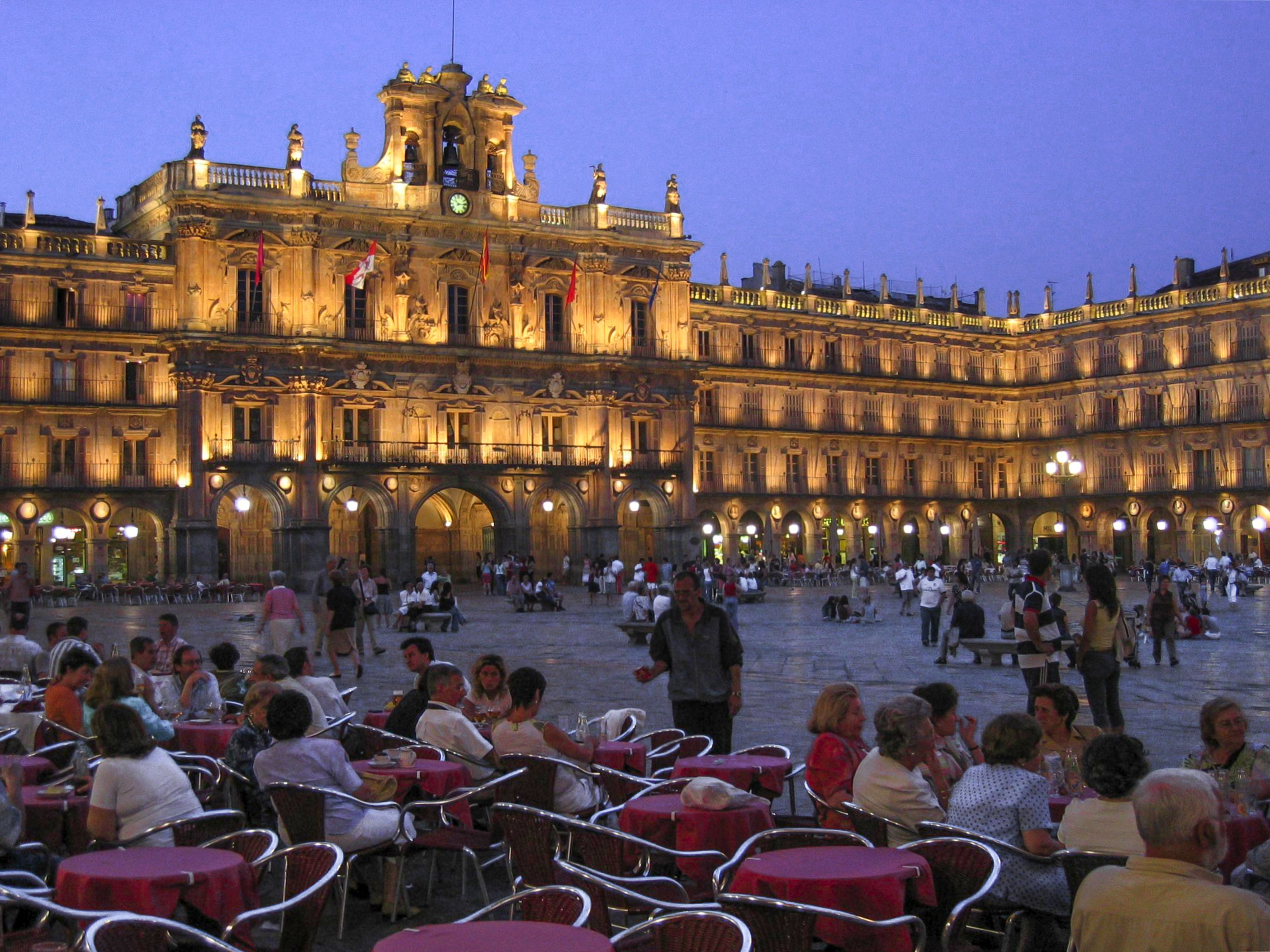
La acción tiene lugar en una réplica de la Plaza Mayor de Salamanca.

A pesar de centrarse la acción en la Plaza Mayor de Salamanca, se construyó un duplicado exacto de la misma en México, para evitar dañar la estructura de la original al utilizarse explosivos.
La película se rodó en Ciudad de México, así como en los centros históricos de las ciudades de Puebla, Oaxaca y Cuernavaca, y se estrenó la víspera de la conmemoración de los Atentados del 11 de marzo de 2004, en cuyos hechos se basó la película.

## Recepción

### Premios
- Premio Golden Trailer Awards (2008): al mejor tráiler